# 涅留恩格里
涅留恩格里（俄语：Не́рюнгри）是俄罗斯萨哈共和国的一座城市。人口66269人（2002年人口普查）；72540人（1989年人口普查）。
该地于1975年升格为城镇。有鐵路支線連接西伯利亞鐵路和貝阿鐵路。